# Câștigă România!
Câștigă România! este o emisiune-concurs de cultură generală, difuzată, începând din 17 aprilie 2017, la TVR 2. Din 2022 este difuzată la TVR 1. Câștigă România este un format original românesc, deținut de Zucchero Media; formatul le propune concurenților să răspundă la întrebări despre județele României, parcurgând o hartă a țării. Fiecare episod durează în jur de 48 de minute. Prezentatorul emisiunii este Virgil Ianțu.
Până în prezent, au existat 6 mari câștigători ai concursului care au câștigat 10 ediții, numărul maxim de ediții la care poate participa un concurent. Aceștia sunt: Marius Hoara, (în primul sezon), Oliver Anghel (sezonul 2), Magdalena Iurescu (sezonul 4), Corneliu Negru (sezonul 7), Teodor Ciopală (sezonul 8) și Ioan Dorin Rus (sezonul 10). 

## Sezoane

### Sezonul 1

#### Ediția 1
| Concurent                                                              | Traseu Runda 1                                        | Răspunsuri date în Runda 1                                                                    | Traseu Runda 2 | Răspunsuri date în Runda 2 | Traseu Runda 3 | Răspunsuri date în Runda 3 |
| ---------------------------------------------------------------------- | ----------------------------------------------------- | --------------------------------------------------------------------------------------------- | -------------- | -------------------------- | -------------- | -------------------------- |
| Teodor Ciopană are 64 de ani,locuiește în București și este pensionar. | Constanța-Brăila-Vrancea-Bacău-Neamț-Harghita-Suceava | 1.Neamț: Lângă Constanța,podgorie de vinuri dulci,faimoasă și datorită unei melodii populare? |                |                            |                |                            |

## Producție
Emisiunea este realizată în Studioul Iosif Sava (cunoscut și drept „studioul 2”), al doilea studio de producție full HD deținut de TVR, renovat în 2017. Acesta este dotat cu un ecran cu o diagonală de 18 metri și cu echipamente de producție full HD. Conform Irinei Radu, președinta TVR la momentul reinaugurării, studioul a costat 350 000 €, din care 250 000 € au mers către ecran; ea a completat că investiția a fost făcută deoarece, înainte, TVR închiria astfel de echipamente, ceea ce avea un impact financiar negativ asupra organizației pe termen lung.

## Preselecții
Preselecțiile au loc periodic, la date și adrese anunțate de SRTv.

## Faza televizată
Fiecare episod constă în trei runde. În platou sunt invitați, pe rând, trei concurenți. Dacă finalistul episodului precedent a câștigat mai puțin de 10 ediții, atunci primul dintre ei este chiar acesta. Concurenții trebuie să parcurgă o hartă a României împărțită pe județe, asistați de un calculator, și să răspundă la întrebări de cultură generală, legate de județele prin care trec. Fiecare răspuns corect valorează 100 de lei, dar premiul este câștigat numai numai dacă concurentul se califică în ultima rundă, caz în care primește și o tabletă, începând din sezonul 2, o mașină, iar începând din sezonul 11, 50.000 lei.

### Întrebări
Întrebările sunt strict legate de un anumit județ al României sau de concepții greșite despre acesta. Există două tipuri de întrebări:
- adevărat/fals: există doar două variante de răspuns — „adevărat” și „fals”;
- cu răspuns liber: concurentului nu i se dau variante de răspuns; el trebuie să răspundă conform propriilor cunoștințe.

„Întrebările” nu sunt mereu formulate ca atare, ele pot fi și afirmații (pentru primul tip) sau descrieri ale subiectului (pentru al doilea tip).

### Runde de concurs

#### Runda 1

Concurent deplasându-se spre Giurgiu. Județul de destinație și județele disponibile pentru următoarea mutare (vecine cu Brăila) sunt aprinse; cele blocate sunt roșii.

Runda 1 este individuală; concurenții participă pe rând și nu se pot influența reciproc.
Fiecărui concurent i se cere să aleagă un județ de la granițele României. Apoi, calculatorul va alege, aleator, un alt județ de graniță (la o distanță de minim 4 județe) spre care concurentul va trebui să se deplaseze. Începând cu județul de pornire, concurentul trebuie să răspundă la maxim 12 întrebări legate de județele prin care trece. La fiecare răspuns greșit (cu excepția județelor de la capetele traseului, la care se poate greși de mai multe ori), județul curent se blochează; la fiecare răspuns corect, județul este cucerit, concurentului se adaugă în cont 100 de lei, iar acesta are dreptul de a alege un alt județ vecin cu cea mai recentă cucerire, cu condiția ca acesta să nu fie blocat sau deja cucerit. Atunci când concurentul răspunde corect la o întrebare legată de un județ vecin cu județul de destinație, calculatorul îl alege automat pe cel din urmă, fără ca concurentul să poată devia de la traseu în ultimul moment.
Parcursul concurentului se termină cu succes în momentul în care acesta răspunde corect la întrebarea legată de județul de destinație. Concurentul poate da greș, adică este posibil ca acesta:
- să nu poată cuceri destinația din 12 întrebări;
- să-și blocheze traseul din cauza răspunsurilor greșite sau din cauza alegerii unei rute fără ieșire.[5]

După ce toți cei trei concurenți termină de jucat prima rundă, unul dintre ei este eliminat. Concurenții sunt departajați după unele criterii ce se iau într-o anumită ordine, stabilindu-se un clasament.
Criteriile pentru câștigarea rundei sunt ca concurentul:
1. să fi ajuns la destinație;
2. să fi răspuns corect la cât mai puține întrebări, adică să fi avut un traseu cât mai scurt;
3. să fi răspuns corect la cât mai multe întrebări, în cazul în care nu a ajuns la destinație.

Criteriile pentru pierderea rundei sunt ca concurentul:
1. să nu fi ajuns la destinație;
2. să fi răspuns corect la cât mai puține întrebări.

În cazul în care, după parcurgerea tuturor criteriilor mai sus menționate, încă există egalitate între 2 sau 3 concurenți, aceștia sunt departajați prin întrebări de baraj. La fiecare întrebare, are dreptul la răspuns numai concurentul care își apasă cel mai devreme butonul de pe pupitrul la care se află. Un răspuns corect atrage câștigarea rundei de departajare; unul greșit rezultă în pierderea departajării. Dacă sunt necesare mai multe întrebări de departajare, este considerat câștigător al rundei concurentul care a dat primul răspuns corect.
Concurentul eliminat părăsește, apoi, platoul. Dacă acesta a câștigat episodul precedent, atunci el își primește premiile, mai puțin suma acumulată în acest episod. Dacă concurentul este nou, introdus în acest episod, atunci el pleacă fără niciun premiu.

#### Runda 2

Doi concurenți pornind unul către baza celuilalt; județele marcate sunt aprinse.

Runda 2 se desfășoară între cei doi concurenți rămași. Aceștia participă, pe aceeași hartă, pe ture, și se pot influența reciproc prin deciziile pe care le iau.
Câștigătorul rundei 1 are dreptul de a-și alege un județ de pornire, de la granițele României. Calculatorul va alege, aleator, județul de pornire al celuilalt concurent (la o distanță de minim 4 județe). Destinația fiecărui concurent este județul de pornire al celuilalt.
Aceștia se pot deplasa pe hartă asemănător cu prima rundă, dar cu câteva schimbări:
- Nu există o limită de întrebări.
- După fiecare răspuns corect, concurentul în cauză trebuie să își marcheze următorul județ înainte de a preda ștafeta celuilalt concurent.
- Un răspuns greșit nu blochează un județ, ci blochează concurentul în acel județ până când răspunde corect la o întrebare ce aparține de acesta sau, altfel, până la sfârșitul rundei. Cu alte cuvinte, concurenții au la dispoziție un număr nelimitat de încercări pentru fiecare județ, dar nu se pot deplasa decât prin răspunsuri corecte.
- Cu excepția județului de destinație, un concurent nu poate marca un județ deja cucerit sau marcat de către celălalt concurent.

Prezentatorul alternează între cei doi concurenți, începând cu cel care a câștigat runda 1. În teorie, runda 2 poate dura la nesfârșit. Runda se termină dacă unul dintre concurenți:
- și-a cucerit destinația (caz în care câștigă);
- și-a blocat traseul (caz în care pierde);
- i-a blocat celuilalt traseul (caz în care este descalificat).

Concurentul pierzător este eliminat și părăsește platoul. Dacă acesta a câștigat episodul precedent, atunci el își primește premiile, mai puțin suma acumulată în acest episod. Dacă concurentul este nou, introdus în acest episod, atunci el pleacă fără niciun premiu. Concurentul rămas este considerat câștigătorul episodului, primește o tabletă și își păstrează suma acumulată. Pe lângă asta, dacă nu se află la a zecea victorie consecutivă, el se califică automat în episodul următor (după ce trece prin runda 3).

#### Runda 3

Concurent pus în situația de a alege între județe vecine cu Alba.

În runda 3 (numită și „runda bonus”) concurează numai câștigătorul episodului. Acesta se poate deplasa pe hartă asemănător cu prima rundă, dar cu câteva schimbări:
- Concurentul are o limită de timp de 3 minute.
- Concurentul poate alege orice județ de plecare (nu neapărat de la graniță).
- Nu există județ de destinație; scopul concurentului este de a cuceri cât mai multe județe.
- Dacă concurentul răspunde greșit la o întrebare și încă nu a cucerit niciun județ, județul curent nu se blochează, însă calculatorul va alege un alt județ de plecare (deși este posibil să aleagă același județ).

Runda se termină dacă:
- a expirat timpul;
- concurentul a rămas blocat într-un județ, deoarece toate județele vecine sunt fie blocate, fie deja cucerite.

Suma acumulată de către câștigător până în acest moment este garantată, însă nu o va primi până când nu va fi eliminat — în episodul următor sau chiar mai târziu, dacă acesta câștigă mai multe episoade la rând. Astfel, câștigătorul are șansa de a acumula mai mulți bani (și mai multe tablete) ediție după ediție. Cu toate acestea, concurenții nu pot participa la mai mult de 10 ediții consecutiv; dacă finalistul se află deja la a zecea victorie, el își primește toate premiile la finalul rundei 3 și nu mai apare în episodul următor.

## Înmânarea premiului
Deși, în timpul episodului, concurentul primește, simbolic, un cec semnat de prezentator, în fapt, organizatorul îi virează premiile în bani la maxim 60 de zile de la difuzarea episodului (cu deducerea impozitelor). În cazul în care episodul, indiferent de motive, nu este difuzat, concurentul își va primi premiul la maxim 90 de zile de la filmarea episodului.

## Prezentare generală
| Sezon | Sezon | Episoade | Difuzare originală | Difuzare originală |
| Sezon | Sezon | Episoade | Premieră sezon     | Final sezon        |
| ----- | ----- | -------- | ------------------ | ------------------ |
|       | 1     | 40       | 17 aprilie 2017    | 30 iunie 2017      |
|       | 2     | 57       | 2 octombrie 2017   | 4 ianuarie 2018    |
|       | 3     | 48       | 16 aprilie 2018    | 28 iunie 2018      |
|       | 4     | 61       | 17 septembrie 2018 | 27 decembrie 2018  |
|       | 5     | 40       | 15 aprilie 2019    | 27 iunie 2019      |
|       | 6     | 62       | 16 septembrie 2019 | 30 decembrie 2019  |
|       | 7     | 71       | 14 septembrie 2020 | 25 februarie 2021  |
|       | 8     | 40       | 5 aprilie 2021     | 11 iunie 2021      |
|       | 9     | 46       | 4 octombrie 2021   | 30 decembrie 2021  |
|       | 10    | 44       | 21 martie 2022     | 2 iunie 2022       |
|       | ' 11  | 44       | 19 septembrie 2022 | 12 ianuarie 2023   |